# Tržnice (Olomouc)
Olomoucká tržnice je cihlová budova v centru města Olomouc v Kateřinské ulici. Budova a přilehlý areál slouží jako městská tržnice.

## Historie
Tržnice vznikla jako historický areál s multifunkčním účelem. Sloužila především jako prodejní místo pro místní trhovce. Budova byla postavena v roce 1899 pod vedením architekta Viktora Madera. Tradičně se v prostorách tržnice konají venkovní zelnářské a květinové trhy.[zdroj?]

## Současnost
Tržnici měl dlouhodobě pronajatou podnikatel Richard Morávek a jeho společnost Hopa, která odkoupila budovu tržnice (nikoliv však pozemky okolo). V roce 2007 byl studiem Knesl a Kynčl zpracován architektonický projekt na zakázku společnosti Obchodní centrum Olomouc, vlastněnou Richardem Morávkem. V roce 2019 ji Richard Morávek prodal Pavlu Širokému. Od roku 2022 se o prostor i konání trhů po dlouhodobě neúspěšném koncesním řízení stará příspěvková organizace města Výstaviště Flora Olomouc. Součástí jsou každotýdenní trhy prodejců ovoce a zeleniny. Připravované změny řeší komplexně i zástupci akademické obce, mimo jiné studenti architektury z Brna. V roce 2023 proběhl architektonický dialog iniciovaný městem Olomouc, do kterého se zapojili studenti architektury z ČVUT v Brně. V roce 2025 oznámila rada města (Tomáš Pejpek), že tržnice projde dočasnou úpravou, kterou připravili architekti studia M2AU, s.r.o.